# Arcipelago di Nordenskiöld
L'arcipelago di Nordenskiöld (in russo Архипелаг Норденшельда, Archipelag Nordenšelda) è un arcipelago russo bagnato dal mare di Kara.
Amministrativamente fa parte del distretto del Tajmyr del Territorio di Krasnojarsk, nel Circondario federale della Siberia.

## Geografia
L'arcipelago è situato al largo delle coste centrali della penisola del Tajmyr, a nord del gruppo di isole con la grande isola Tajmyr al centro. Si estende per circa 100 km da ovest a est e per circa 90 km da nord a sud, nella parte sud-orientale del Mare di Kara, in un'area compresa tra i 76° 20' e i 77° 10' di latitudine nord, e i 93° 56' e i 98° 33' di longitudine est. I punti estremi sono l'isola di Herberstein a sud, che è anche il punto più vicino alla terraferma (circa 15,5 km dalla penisola di Eremeev), capo Zapadnyj sull'isola di Makarov a ovest, a nord capo Russkij Severnyj sull'isola Russkij, e l'isola Priëmnyj a est.
È un vasto e complesso sistema di stretti e isole costituite prevalentemente da rocce ignee. Il clima dell'arcipelago di Nordenskiöld è artico e rigido. Il mare che circonda le isole è coperto di ghiaccio in inverno ed è ostruito da ghiacci anche durante l'estate, che dura circa due mesi in un anno normale. Come il clima anche la vegetazione è quella tipica della tundra artica.
Le isole sono oltre 90, suddivise in 5 gruppi principali, più 4 isole che non ne fanno parte e un altro gruppo minore. Fa parte della Riserva naturale del Grande Artico dal 1993.

## I gruppi

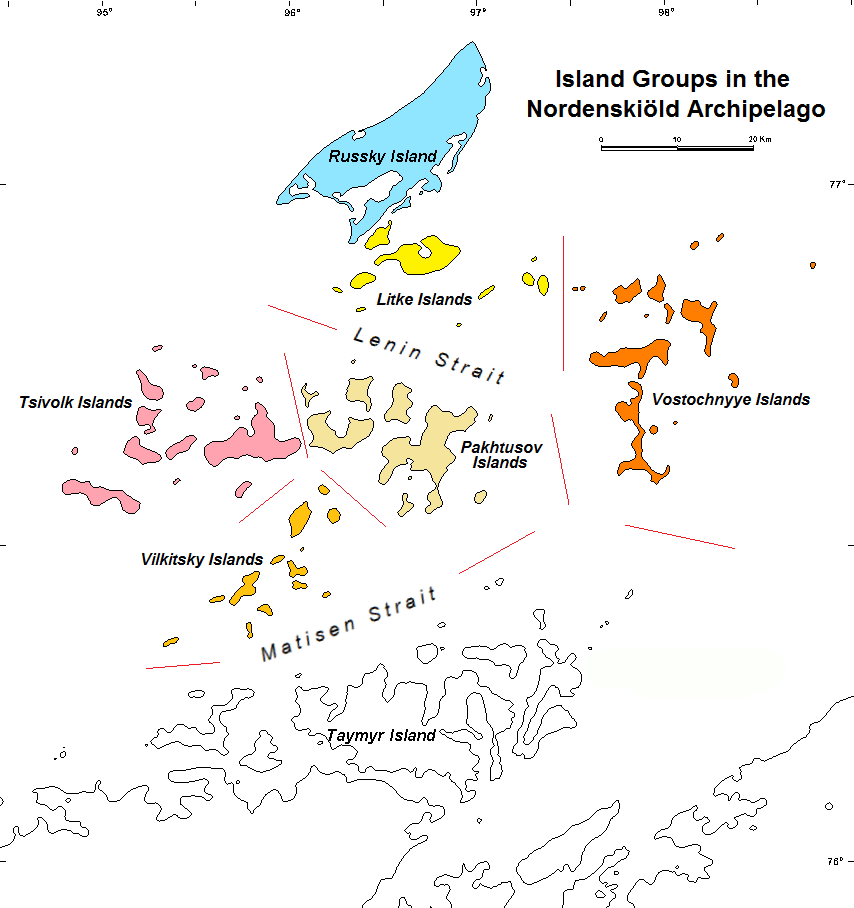
L'arcipelago diviso nei suoi vari gruppi.

- Isole di Cywolka (острова Цивольки, ostrova Civol'ki), il gruppo più numeroso e il più occidentale. È formato da 18 isole, separate dalle Litke dallo stretto di Lenin (a nord-est), dalle Vil'kickij dallo stretto di Radzeevskij (a sud-est), e adiacente alle Pachtusov (a est). Le isole principali sono l'isola di Krasin e l'isola di Makarov. Prendono il nome dall'esploratore russo di origine polacca Avgust Karlovič Civol'ka.
- Isole di Litke (острова Литке, ostrova Litke), uno dei gruppi centrali dell'arcipelago. Si trova tra la grande isola Russkij a nord e le Pachtusov a sud oltre lo stretto di Lenin. È composto da 10 isole, la più grande delle quali è l'isola di Ermolov. Prendono il nome dall'esploratore russo Fëdor Petrovič Litke.
- Isole di Pachtusov (острова Пахтусова, ostrova Pachtusova), altro gruppo centrale dell'arcipelago. Si trova proprio al centro degli altri 4 gruppi. È separato dalle Litke e dalle Vostočnye dallo stretto di Lenin, dalle Vil'kickij dallo stretto di Radzeevskij, ed è adiacente alle Civol'ka. Le isole che lo compongono sono 15; le maggiori sono l'isola di Petersen e l'isola Dobrinija Nikitič. Prendono il nome dall'esploratore russo Pëtr Kuz'mič Pachtusov.
- Isole di Vil'kickij (острова Вилькицкого, ostrova Vil'kickogo), il gruppo più meridionale. Separate a nord dal resto dell'arcipelago dallo stretto di Radzeevskij e a sud dal gruppo dell'isola Tajmyr dallo stretto di Matisen, sono 15 isole che si sviluppano da sud-ovest a nord-est. Le isole maggiori sono l'isola Čabak, che è quella con l'altitudine massima di tutto l'arcipelago (107 m s.l.m.), e l'isola di Jackman. Prendono il nome dall'esploratore russo Andrej Ippolitovič Vil'kickij.
- Isole Vostočnye (острова Восточные, ostrova Vostočnye), il gruppo più orientale. È separato dalle Pachtusov dallo stretto di Lenin e dalla terraferma dallo stretto del Tajmyr. Si compone di 15 isole, che si sviluppano in direzione nord-sud a circa 35 km dalla penisola di Oskar,[1] che è parte della penisola del Tajmyr. Le isole principali sono l'isola di Bianki e l'isola di Tyrtov. Il nome significa semplicemente "isole orientali".[3]

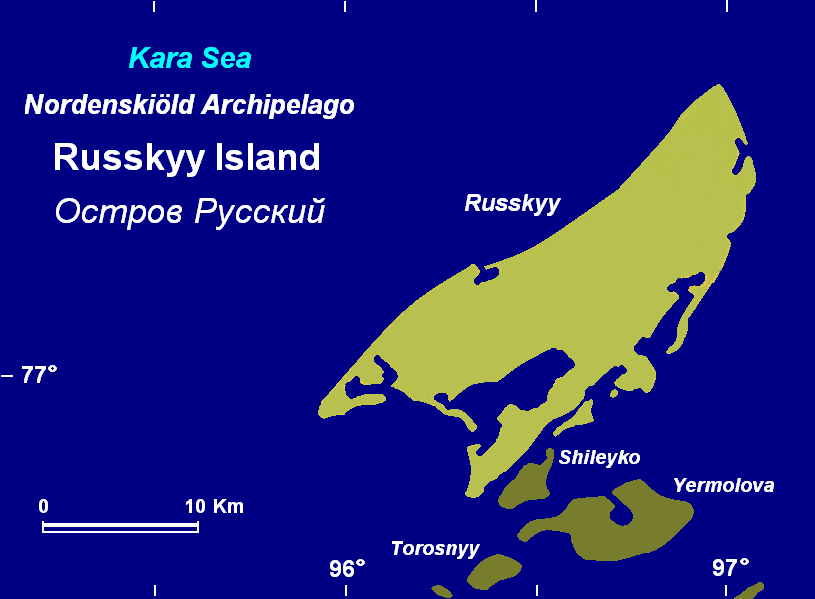
L'isola Russkij

- Isole di Kolomejcev (острова Коломейцева, ostrova Kolomejceva), poco a nord delle Vostočnye e a volte inserite in questo gruppo. Si tratta di due piccole isole senza nome individuale. Prendono il nome dall'ufficiale di marina ed esploratore russo Nikolaj Nikolaevič Kolomejcev.
- Isola Russkij (остров Русский, ostrov Russkij), la più grande e la più settentrionale dell'intero arcipelago. Si trova poco a nord delle Litke, e si estende da sud-ovest a nord-est per una lunghezza di 38 km. Il nome significa "isola della Russia".[4]

## Storia

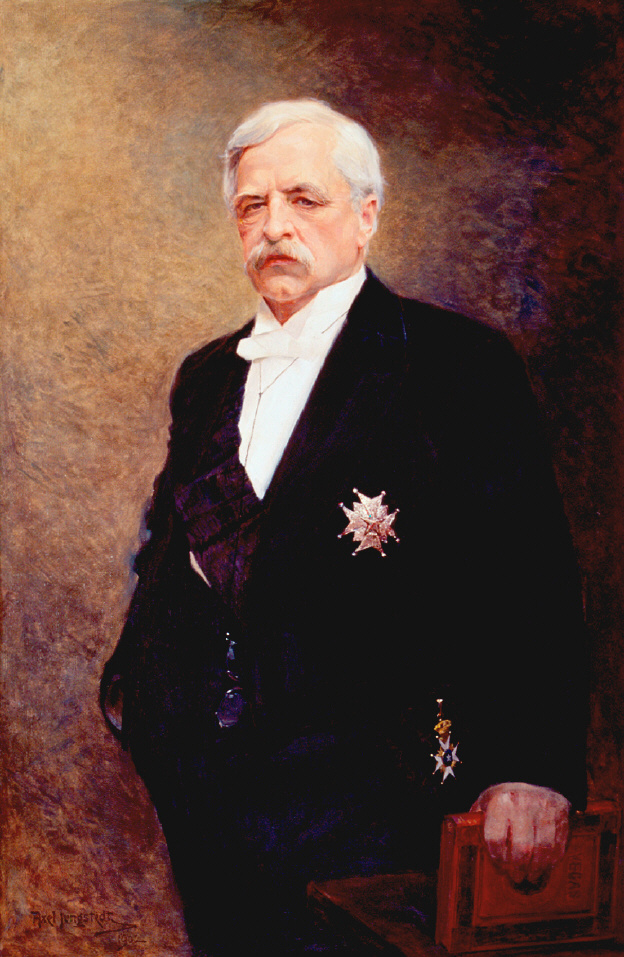
Adolf Erik Nordenskiöld ritratto da Axel Jungstedt (1902).

L'arcipelago fu per la prima volta esplorato nel 1740 durante la Seconda spedizione in Kamčatka, guidata da Nikifor Čekin, che faceva parte della squadra di Chariton Laptev. L'arcipelago rimase senza nome fino alla spedizione norvegese sulla nave Fram del 1893, guidata da Fridtjof Nansen, che le diede l'attuale nome in onore dell'esploratore svedese Adolf Erik Nordenskiöld.

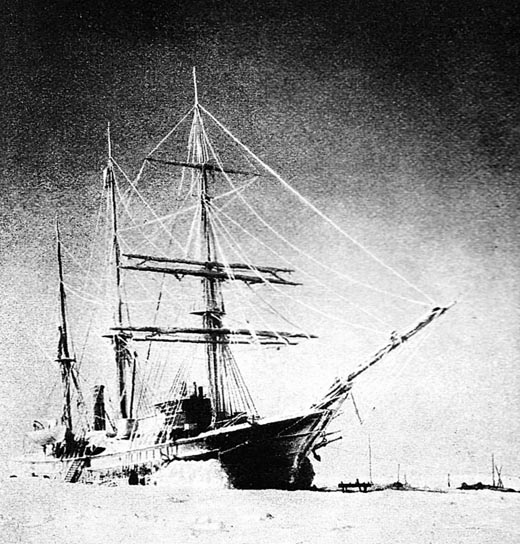
La scuna Zarja.

Nel 1900 le isole dell'arcipelago furono accuratamente esplorate e mappate dal capitano Fëdor Andreevič Matisen, durante la spedizione polare russa del 1900-1902, guidata dal barone Eduard von Toll sulla scuna Zarja. Mentre la Zarja passava l'inverno in una delle isole vicino all'isola Tajmyr, Toll mandò Matisen a perlustrare l'arcipelago. Il capitano perlustrò per due volte la zona con una slitta condotta dai cani, esplorando quattro dei cinque gruppi che formano l'arcipelago, e diede il nome ad oltre 40 isole.
Negli anni trenta del XX secolo, le isole sono state studiate dalle spedizioni sovietiche sulle navi Sedov e Toros.
Dal 1935 al 1999 sull'isola Russkij, e dal 1940 al 1975 sull'isola di Tyrtov, erano in funzione due stazioni meteorologiche (la prima permanente e la seconda temporanea), ora chiuse e in disuso.